# Daryl Dixon
Daryl Dixon és un personatge de la sèrie de televisió The Walking Dead, interpretat per Norman Reedus. Ell i el seu germà Merle són dels pocs personatges que no tenen una contrapartida en el còmic a partir del qual es basa la sèrie.

## Biografia del personatge

### Passat
Daryl va tenir una infància terrible amb el seu germà gran Merle, el seu pare, un alcohòlic violent, la seva mare una gran fumadora. Merle va ser l'única figura inspiradora que va tenir durant la seva joventut i, per tant, va heretar les seves opinions endarrerides sobre la societat, però, a causa del servei del seu germà gran a les sales de menors, es va absentar amb freqüència de la vida de Daryl i, per tant, es va veure obligat a valer-se per si mateix. A una edat jove, els germans van perdre la seva mare en un incendi de casa que havia estat provocat per un cigarret mentre ella dormia o presumiblement beguda. Al llarg d'uns quants anys, els germans van patir maltractaments físics i mentals pel seu pare, fet que va fer que Merle abandonés la família i s'incorporés a l'exèrcit, deixant posteriorment a Daryl en el procés que va provocar greus cicatrius localitzades a l'esquena, però aquest abús era desconegut per a Merle. Després de la mort del seu pare, Daryl es va mudar de la seva casa natal i finalment es va tornar a connectar amb Merle i, per tant, simplement va seguir l'exemple del seu germà on van entrar a un estil de vida vagabund, on la parella va utilitzar els seus instints de supervivència, on Daryl es va convertir en un caçador competent i rastrejador, la caça de menjar i el comerç de contraban. En un moment donat, la parella residia a la casa del proveïdor de drogues de Merle on el trio mirava la televisió i cap al migdia s'havia intoxicat, una discussió es va tornar violenta on el distribuïdor va donar un cop de puny al seu germà gran, on Daryl va prendre represàlies donant cops salvatges a l'home. No obstant això, el distribuïdor va amenaçar amb disparar a Daryl, i es va produir una gran discussió, que va acabar amb un cop de puny en Daryl a l'estómac, fent-lo vomitar. La Merle i el distribuïdor van riure l'incident. Després d'aquesta experiència propera a la mort, Daryl va arribar a considerar-se com un individu sense importància que no tenia cap valor ni propòsit a la vida. Durant l'esclat, Daryl i Merle es van reunir amb Shane i el seu grup i es van unir a ells fora d'Atlanta i van planejar saquejar el grup.

### Primera temporada
Daryl queda sorprès quan descobreix que Rick, juntament amb altres supervivents, ha abandonat Merle. Torna a la ciutat per alliberar-lo juntament amb Rick, Glenn i T-Dog, però no el troben. En lloc d’això, només troben la mà de Merle que ell mateix degué tallar per fugir, ja que l’havien emmanillat al terrat i havien perdut maldestres la clau. L’home tindria molt poques possibilitats de viure sol i ferit. Daryl romandrà al marge una estona, però després començarà un vincle cada vegada més estret amb el grup i amb Rick, que el recolzarà en les seves decisions més difícils.

### Segona temporada
Tan bon punt descobreix que falta Sophia, Daryl intenta trobar-la a qualsevol preu; De fet, és un dels pocs del grup que pensa que encara hi ha l'esperança de trobar-la sana i sana. Malauradament, el que Daryl podrà trobar només serà la nina de Sophia i, per recuperar-la, haurà d’arriscar la seva vida. Però l'esperança mor quan es descobreix que la petita Sophia es troba dins del graner de la granja on s'havia refugiat el grup. Dins aquell graner es van mantenir alguns zombis, perquè el propietari, Hershel Greene, creia que encara era possible un mètode de curació per a la seva situació. Rick es veu obligat a enderrocar una Sophia ara zombificada i, després d'aquests esdeveniments, Daryl es distancia gairebé completament del grup, fins i tot de la mateixa Carol (la mare de Sophia) a la qual estava molt lligat. Quan Dale és ferit de mort per un vagabund, Daryl també es veu obligat a posar fi al seu sofriment, també a causa de la vacil·lació mostrada per Rick en donar-li el cop de gràcia. Després d'aquest episodi hi ha un enfocament gradual cap a la resta del grup i, en el final de la temporada, Daryl salva a Carol de l'atac errant a la granja d'Hershel; finalment pren el costat de Rick quan, en canvi, després d'escapar de la granja, el grup es gira contra ell per haver-se trobat en aquesta situació.

### Tercera temporada
Després de tot l'hivern passat junts, Daryl es converteix en efectiu en la mà dreta de Rick, juntament amb qui descobreix l'existència de la presó i ajuda a conquerir-la eliminant la majoria dels vagabunds que la infestaven. Daryl experimenta un veritable creixement de maduresa, ja que sovint substitueix a Rick com a líder del grup mentre el sheriff està desesperat per perdre la seva dona Lori, tant que és capaç de trobar a Carol als racons més foscos de la presó, després d'això, ara s'havia donat per mort després de l'atac d'una horda de vagabunds.
Durant la missió de rescat de Glenn i Maggie, presoners a Woodbury, Daryl és capturat pels homes de Philip Blake, el governador de Woodbury, i col·locat davant del seu germà Merle, que també es va convertir en un dels seus sequaços després d’escapar d’Atlanta tallant una mà. Només la intervenció del grup de Rick salvarà els dos germans Dixon de la mort segura, però quan s'assenyala que Merle (considerada un traïdor per la gent de Woodbury) no seria acollida amb ells a la presó, Daryl decideix quedar-se amb el seu germà i deixar el grup. Decisió que Daryl canviarà poc després, conscient del fet que a hores d’ara la seva casa estava amb Rick i els altres. Merle i Daryl tornen durant l'atac del governador contra la presó, rescatant Rick, que va quedar fora de munició i va ser arraconat pels vagabunds. A partir d’aleshores, Daryl farà tot el possible perquè el seu germà Merle sigui acceptat pels altres membres de la presó, cosa que no és fàcil, ja que va ser el mateix Merle, com a subordinat del governador, qui va capturar Glenn i Maggie i els va portar a Woodbury com a ostatges.
Quan se li informa del pla de Rick de lliurar Michonne al governador a canvi d’una treva, es molesta, reiterant que vol trobar una altra manera. Merle, no obstant això, decideix portar Michonne a Woodbury sola, després d'adonar-se que Rick i el seu germà mai no ho farien, i Daryl parteix a la recerca. De camí es troba amb Michonne, alliberada per Merle, ja que finalment Merle havia decidit matar al governador tota sola, i l'espadatriu l’informa de la decisió que havia pres el seu germà. Daryl corre corrent cap al lloc que li va indicar, trobant-se davant dels innombrables cossos dels homes del governador que Merle havia aconseguit matar; entre els molts que vaguen per devorar cadàvers, Daryl també troba a Merle, assassinat a mans del governador i despertat com un zombi. Destruït pel dolor, Daryl es veu obligat a enderrocar el seu germà, perdent-lo de nou, però aquesta vegada definitivament. Més tard ajudarà Rick i la resta del grup durant l'emboscada de l'exèrcit del governador a venjar Merle, i serà ell, juntament amb Rick i Michonne mateix, qui trobarà l’Andrea a la sala de tortures de Philip, picada a l'espatlla i ara condemnada. Finalment, ajuda a transportar els civils de Woodbury a la presó, per salvar-los de la fúria del governador després de l’intent fallit d’eliminar el grup de Rick durant l’últim assalt.

### Quarta temporada
Al començament de la quarta temporada, Daryl és ara un membre important de la comunitat formada dins de la presó i, de fet, és la figura preferida per a tots, ja que Rick ha "abandonat les armes" per exercir tasques com cultivar la terra i la cria de bestiar.
Daryl va a la caça, portant exquisideses com la carn de cérvol a la comunitat i, en algun moment entre el final de la tercera i el començament de la quarta sèrie, ha portat molta gent a la presó. En l'episodi pilot de la quarta sèrie, Daryl fa una gira de rutina per buscar subministraments, juntament amb ell són Glenn, Bob, Michonne - acabats de tornar a la presó (la dona encara busca el governador) - Tyreese i la seva germana Sasha i Zack (el nou nuvi de Beth), que van iniciar una mena d'aposta amb Daryl, per poder endevinar -sense aconseguir-ho mai- el que estava fent Daryl abans de la "fi del món". Malauradament, durant la incursió, Zack perd la vida i és Daryl qui ha d’informar a Beth, que al principi es manté impassible i només restableix una mena de calendari que marcava els dies passats sense patir pèrdues (el calendari marcava 30 dies, com el títol en l’idioma original de l'episodi).
Quan esclata una epidèmia a la presó, Daryl ha de tornar a buscar diversos antibiòtics i medicaments (cosa que fa sense dubtar-ho), allà s'assabenta del problema de l’alcohol de Bob, que gairebé posa en perill la seva vida per recuperar una ampolla. de vi. Malgrat això, Daryl està disposat a deixar-ho anar, però li diu a Bob que no toqui una gota fins que acabi la crisi.
Superat fins i tot aquest obstacle, Daryl descobreix que, en la seva absència, Rick ha exiliat Carol de la presó per haver matat i cremat els cossos de Karen (la dona estimada per Tyreese) i David, ambdós malalts, sense mostrar cap remordiment. Encara que furiós, Daryl accepta acompanyar Rick per donar la notícia a Tyreese, però en aquell moment el governador ataca la presó amb la seva nova comunitat reformada; mentre el governador discuteix amb Rick els termes per a la rendició de la presó, Daryl aconsegueix passar armes a tot el grup de la presó sense ser vist; quan finalment el governador decapita Hershel a sang freda, esclata un autèntic tiroteig, en el qual Daryl aconsegueix defensar-se de les hordes de caminants (atrets pels trets) i dels homes del governador, fins i tot destruint un tanc. Tot i la derrota del governador (i la seva mort), la presó ja està perduda, el grup està desaparegut i Daryl, com els altres, abandona la seva "casa" i aconsegueix endur-se a Beth.
Després d’aquest episodi, Daryl sembla que ha perdut tota esperança, s'ha tornat a tancar en ell mateix i amb prou feines parla amb Beth, malgrat que encara la cuida i la complau fins i tot quan la noia té peticions excessivament infantils, com voler trobar una mica d’alcohol i emborratxar-se. Durant aquesta recerca, Daryl porta Beth a un antic cobert on ell i Michonne havien trobat un whisky de "contraban" (Moonshine), on van començar a beure i a tocar "això que mai vaig fer"; Les preguntes de Beth, però, aviat irriten Daryl, que discuteix amb la noia, reprovant-li totes les estupideses que ha fet des que es van conèixer a la granja. En la disputa, però, Daryl confessa que se sent responsable de la mort de Hershel, ja que ell mateix va dissuadir Michonne de buscar el governador i matar-lo abans que es pogués reagrupar.
Després de l'esclat, els dos es reconcilien, Daryl explica el seu passat a Beth i explica que el motiu pel qual Zack mai no va poder endevinar qui i què era Daryl abans és perquè, de fet, Daryl no va fer res més que quedar-se amb ella. de distància. Al final, els dos decideixen cremar aquell cobert (que s'assemblava al que va créixer Daryl amb el seu pare alcohòlic i abusiu), simbòlicament per acabar definitivament aquella part de la seva vida i començar de nou.
En un moment donat, Beth és segrestada per un misteriós cotxe negre que porta creus; Daryl la segueix durant un temps, però després la perd de pista i acaba unint-se a un grup de supervivents liderats per un home anomenat Joe. El grup de Joe busca algunes persones que van matar-ne una per venjar-se. Aquesta gent no és altra que Rick, Carl i Michonne. Daryl demana a Joe que els estalviï, assegurant-los que són bones persones, però Joe no vol saber-ho i ordena a dos dels seus que maten Daryl.
Finalment, Daryl aconsegueix superar-los, mentre Rick i Michonne maten a Joe i a la resta de la banda. Un cop reunits amb Rick i els altres, els quatre viatgen per les vies cap a Terminus (el terminal dels trens), seguint alguns senyals que parlen d’un refugi segur contra la infecció. Tanmateix, aviat s'adonen que era només un reclam per atraure viatgers atrapats i, després d’una audaç fugida, el grup és presoner i tancat en un cotxe abandonat, on es reuneixen amb Maggie, Glenn, Sasha i Bob, que han estat capturats amb Abraham, Rosita, Eugene i Tara.

### Cinquena temporada
Al començament de la cinquena temporada, Daryl explica a Maggie el que va passar mentre estava amb Beth, mentre que el grup, encara presoner dins del vagó, improvisa armes per aclaparar els seus "carcellers", però el truc resulta inútil com els habitants de Terminus (que resulten caníbals) utilitzeu bombes de fum per atordir-les abans de treure-les. Daryl, juntament amb Rick, Bob, Glenn i altres supervivents, detinguts en un altre vagó, són portats a un edifici utilitzat com a escorxador, del qual aconsegueixen escapar després d'una explosió no especificada (que després es descobreix causada per Carol) causant pànic. entre els habitants de Terminus.
Aprofitant el caos creat, el grup també allibera els altres i tots fugen de l'estació, ara desbordats pels caminants; finalment Daryl pot tornar a abraçar Carol, però de seguida s'adona que alguna cosa ha canviat en la seva amiga. El grup torna a viatjar junts i, durant un temps, té la seva seu en una petita església propietat del pare Gabriel, fins que Daryl i Carol troben el cotxe que va segrestar a Beth i van a buscar-la. Tot i perdre la pista, els dos aconsegueixen deduir que la seva base es troba al Grady Memorial Hospital d’Atlanta. De tornada, els sorprèn un noi negre que agafa les seves armes i els deixa per enfrontar-se a alguns caminants per guanyar temps, però Daryl i Carol encara aconsegueixen arribar a ell i, després d’immobilitzar-lo i recuperar-ne les armes, encara decideixen estalviar-se ell la vida. El noi, anomenat Noah, confirma que la base d’aquests uniformats es troba a l’hospital i que Beth hi és, mentre Noah va aconseguir escapar gràcies a l’ajut de la noia. Quan creuen el carrer, Carol és atropellat per un dels seus cotxes i se l'emporta primer, i que Daryl pot fer més Noah l’atura, advertint-li que els homes de l’hospital tenen armes i homes, de manera que Daryl decideix preguntar-li a Rick i a ell. ajuda. altres.
Daryl, Rick, Sasha i Tyreese, utilitzant Noah com a esquer, aconsegueixen capturar a tres dels policies, que pensen utilitzar com a xip de negociació per recuperar Beth i Carol. Malgrat que un dels tres ostatges va ser assassinat per l'exxerif mentre intentava escapar, l'agent Dawn (que és efectivament el cap de la comunitat de l'hospital) accepta l'intercanvi, però just quan tot sembla anar bé, la petició de la policia de recuperar Noah persegueix a Beth, que la colpeja amb unes tisores, fent que Dawn reaccioni i li dispari, aparentment sense voler, matant-la a l'instant.
La primera meitat de la temporada cinc acaba amb Daryl, desconsolat, disparant a Dawn al cap abans de portar el cos sense vida de Beth, just quan Maggie arribava a l'escena plena d’esperança.
Per honorar la memòria de Beth, el grup decideix complir el seu darrer desig i portar Noah a casa, però la ciutat és presa ara pels no-morts, Tyreese perd la vida i el grup devastat torna al camí amb cada vegada menys esperances; Daryl (juntament amb Maggie i Sasha) pren les morts recents molt malament i busca cada vegada més soledat, fins i tot arribant a causar ferides pel seu compte.
Finalment, el grup arriba a Alexandria, una comunitat de supervivents amb poca experiència, si és que n’hi ha cap, per fer front a amenaces externes, que han volgut que Rick i els altres els ajudin a defensar-se. A la nova comunitat, Daryl lluita per instal·lar-se, mentre que els altres accepten càrrecs de prestigi (Rick i Michonne fan una feina similar a la de policia, Abraham es converteix en superintendent de la construcció, Maggie es converteix en assessora de Deanna, la dona al càrrec d’Alexandria) i s'adapten a les normes de la comunitat, així com a les comoditats que s'ofereixen (electricitat i aigua corrent), Daryl manté la ballesta amb ell, tot i la prohibició de portar armes a les parets, no fa servir la dutxa i no menja la se li ofereixen menjar, però passa molt de temps fora de les muralles, caça i, juntament amb Rick i Carol, s'organitza per mantenir algunes armes personals de banda per si les coses no funcionen bé a Alexandria.
Finalment, però, comença a vincular-se amb Aaron i el seu company Erik, els dos "reclutadors" d'Alexandria, que, encara que clarament per raons diferents de Daryl, entenen la seva sensació de ser sempre un "foraster".
Com que Erik no pot sortir a causa d'un trencament del turmell, Daryl accepta prendre el seu lloc com a reclutador i, després de reconstruir una motocicleta que els dos tenien al seu garatge, basada en un Honda cb 750, se'n va amb Aaron buscant supervivents per, possiblement, si es considera vàlid, introduir-se a Alexandria per enfortir la comunitat.
Al final de la temporada, Daryl i Aaron cauen en una mena de trampa ideada per un misteriós grup anomenat "Els llops", però són rescatats per Morgan Jones, que busca Rick. Daryl i Aaron el porten a Alexandria i els tres arriben a temps per presenciar l'execució, a mans de l'exxerif, de Pete culpable de matar el marit de Deanna.

### Sisena temporada
La Sisena temporada comença amb el grup de supervivents que discuteixen un pla per desviar una horda gegant de caminants, actualment atrapats en una excavació abandonada, que, en cas que s'alliberés, arribaria inexorablement a Alexandria. L’horda s'allibera abans del que s'esperava, forçant el grup a córrer el pla i Daryl, juntament amb Abrahm i Sasha, atrauen part de l’horda a través d’un camí creat prèviament, elevant tanques rudimentàries als costats d’una carretera. Després d’allunyar-se de l’horda, els tres són atacats per alguns homes armats i Daryl es separa d’Abrahm i Sasha. Després d’amagar sumàriament la seva moto, Daryl és afusellat a l'esquena i atordit per un home anomenat simplement "D", en companyia de dues dones. Durant la marxa, a través d’un bosc cremat, Daryl s'allibera aprofitant una distracció i fuig amb les seves coses, tot i que quan troba un recipient amb insulina, pertanyent a una de les dues dones, recorre els seus passos per tornar-la a ella; en aquell moment arriba un altre grup que busca D i les dues dones (que creien que Daryl estava amb elles), amb l'ajut de Daryl, els tres es posen a salvo i decideixen confiar en ell, revelant-li que buscaven una certa "Patty".
Mentre s'aturen a descansar a prop d’un cobert cremat, un caminant mata una de les dues dones. Sense deixar rastre de Patty, Daryl fa als "supervivents" les "tres preguntes" (un sistema ideat per Rick a la presó per decidir si una persona és digna d'unir-se al grup) i, satisfet amb les respostes, decideix porteu-los a Alexandria, però, quan arribin a la bicicleta, D i la dona roben la ballesta de Daryl i la bicicleta mateixa, deixant-los allà al bosc amb només uns quants subministraments mèdics.
No gaire lluny, Daryl troba una furgoneta dièsel, de la marca PATTY, amb la qual es reuneix amb Abraham i Sasha que l'esperaven en un edifici, segur que els trobaria, i tornaran a Alexandria.
Durant el camí els bloqueja una banda de motoristes que els obliga a desarmar i els ordena que lliurin tot el que tenen a "Negan". Just quan l’home conductor està a punt de disparar Abraham i Sasha, Daryl els fa explotar amb un llançador de míssils recuperat prèviament per Abraham; els tres tornen a Alexandria a temps per veure Rick i els altres lluitar contra les restes de l’horda de caminants que, en part, havien arribat a Alexandria igualment; Utilitzant el combustible dièsel de la furgoneta i el llançador de míssils, creen una explosió prou gran per atreure els caminants, la majoria dels quals acaben quedant carbonitzats.
Un cop restablerta l’ordre, Daryl i Rick es posen en marxa en una missió de proveïment de combustible, durant la qual troben una furgoneta plena de subministraments, que és robada per un altre supervivent anomenat Paul Rovia, conegut com Jesus, amb un truc. Després d'una atrevida persecució que veu la furgoneta, amb totes les provisions, enfonsar-se al mig d'un llac, Daryl i Rick capturen Jesus i el porten a Alexandria. En recuperar-se, Jesus explica que mai no va tenir cap intenció hostil cap a ells, però ell també buscava subministraments per a la seva comunitat, Hilltop. Intrigat, el grup visita Hilltop, una petita comunitat defensada només per un paladar rudimentari i armada amb llances i pals; Allà es troben amb Gregory, el cap de la comunitat, i proposen obrir una relació comercial, però l’home afirma que el grup Alexandria no té res a oferir. Quan tot sembla acabar en no res, tornen alguns exploradors Hilltop, i un d’ells, Ethan, intenta assassinar Gregory, però és detingut per Rick, Daryl i Abraham. Els altres dos que estaven amb Ethan expliquen que va ser Negan qui va ordenar a Ethan matar el seu propi líder, o mataria Craig, el germà d'Ethan.
Després d’aquest episodi, el grup d’Alexandria “reobre les negociacions”, amb el propi Daryl proposant matar aquest Negan (líder dels “Saviors”, una banda que extorsiona subministraments dels pobles del voltant) sabent que tard o d’hora també arribaria a casa seva.
Després d’haver estat assenyalat cap a la base dels Salvador, Daryl, Rick, Glenn, Michonne, Heath, Abraham, Gabriel, Andy (un explorador de la cimera) i Jesus organitzen una incursió nocturna al camp dels Salvador, utilitzant el cap tallat d’un caminant que semblen aproximadament a Gregory, com a estratagema per obrir els guàrdies. Un cop dins del grup mata a la majoria dels salvadors mentre dormen, abans de ser identificat; En el rodatge posterior, el grup preval i Daryl recupera la seva motocicleta amb la qual l’únic salvador supervivent intentava escapar en va. Malauradament durant la baralla, Carol i Maggie que van quedar enrere són segrestades i preses com a ostatges per l'alliberament del membre de la banda capturat per Rick i els altres; Daryl i els altres arriben a temps als tres segrestadors per descobrir que Carol i Maggie ja s'havien alliberat. L'home que se suposava que havien de comerciar amb les dues dones afirma ser el mateix Negan, i és immediatament executat per Rick.
Convençut de la derrota dels salvadors i retornat a Alexandria, Daryl marxa a la enèsima missió de repostatge; ja que són medicaments, Denise (la metgessa de la comunitat) insisteix a anar amb ell, tot i no tenir experiència "al camp", i demana a Rosita que els segueixi. A la tornada, Denise arrisca la seva vida per recuperar una llauna de refresc (la favorita de Tara, de la qual està enamorada), i és reprimida fort per Daryl i Rosita. Denise els renya al seu torn dient que el motiu pel qual va insistir a assistir a la missió amb ells és perquè Daryl li recorda al seu germà bessó Dennis, que sempre la va fer sentir segura, i Rosita perquè sent que està sola. Just aleshores Denise és assassinada per una fletxa, disparada des de la ballesta que "D" li havia robat a Daryl; El mateix D, el veritable nom del qual és Dwight, surt del bosc circumdant juntament amb altres membres dels Salvador, que han pres a Eugene com a ostatge, però ignoren la presència d'Abraham a prop. Després de revelar la presència d'Abrahm per distreure'ls, Eugene mossega els testicles de Dwight obligant-lo a deixar anar la ballesta, mentre Daryl mata un dels salvadors amb el ganivet i treu un rifle d'assalt del seu cadàver. En el tir posterior, Eugene queda ferit lleugerament, mentre la majoria dels salvadors moren, però Dwight s'escapa i Daryl finalment recupera la seva ballesta.
Després d’enterrar Denise, Daryl surt sol amb la seva moto per trobar i matar Dwight d’una vegada per totes; no obstant això, és vist per Glenn, Rosita i Michonne que el persegueixen intentant dissuadir-lo. Daryl, però, és ferm, els altres decideixen ajudar-lo i es divideixen en dos grups: Glenn i Michonne són capturats per alguns salvadors, i s'utilitzen com a esquer per a Daryl i Rosita. Després d’emboscar-lo, Dwight apareix darrere de Daryl i el dispara.
Ferit, Daryl és portat, juntament amb Glenn, Michonne i Rosita, a un bosc on acampen altres salvadors, que també han capturat Rick, Carl, Maggie, Abraham, Sasha, Aaron i Eugene. Com els altres, es fa agenollar davant el propi Negan, que afirma que a partir d’ara el grup haurà de treballar per a ell, de manera que no els matarà a tots i, per compensar-lo pels homes assassinats, hauran de donar ell la meitat de tot.
Finalment, el líder dels socorristes matarà un d’ells com a advertència, amb el seu "Lucille", un bat de beisbol embolicat amb filferro de pues.
La sisena temporada acaba amb la mort d’un d’ells, però sense revelar qui és.

### Setena temporada
En el primer episodi, es revela que la víctima de Negan és Abraham. Després d’eliminar l’home, Negan es burla d’ell amb Rosita, enfurismant Daryl, que l’ataca. El líder dels Salvador, incapaç d’acceptar aquest afront, decideix massacrar un segon membre del grup, a saber Glenn. L'endemà al matí, Daryl és presoner per Negan, on només l’alimenten de menjar per a gossos. Després de dies a la cel·la, Daryl s'aprofita d’un Salvatore que no ha tancat la porta de la cel·la i fuig amb la intenció d’agafar la seva moto. Immediatament estarà envoltat de Saviors i Negan, que el guanyaran per intentar escapar. Un cop escortat per Dwight a la "oficina" de Negan, li dona dues opcions: La primera és treballar per a ell com a "mort"; el segon és treballar per ell mentre és viu o gaudir de tots els privilegis que té un Salvador com Dwight; Daryl rebutja les dues ofertes i Dwight l'empresona, on Daryl li diu que mai no pot ser fidel a Negan, ja que es preocupa per una altra persona. En l'episodi Hearts Still Beating, mentre intenta escapar, coneix a Joey el gros, que promet no dir-ho a ningú i li prega a Daryl que no el matin. Daryl mata l'home de totes maneres i, del camió, surt Jesús, que el porta a la seguretat al turó de Rick i el grup. Després de la seva fugida, es refugia al Regne, on surt a la recerca de Carol. Un cop trobats, els dos s'abracen i sopen junts. Després, anuncia a Morgan que l'endemà tornaria a Hiltop. Durant la visita de Simon, per recollir el doctor Carson, s'amaga amb Maggie en un soterrani i aquí està a punt de matar un salvador. Els dos mantenen una breu discussió en què Maggie li diu a Daryl que no el fa responsable de la mort de Glenn i que no ha de sentir-se culpable; també diu que ella també gairebé hauria volgut matar aquell salvador. Va amb Rick i els altres a Oceanside per buscar les seves armes i de tornada a Alexandria està a punt de matar Dwight (també encoratjat per Tara) però es dona per vençut mentre l'home declara que vol matar Negan. El final de temporada insisteix en Aaron i Rosita dispara explosius per treure els rescatadors, que són desactivats pel grup d'abocadors que els va trair. Negan el reclama de nou, que no ho fa a causa de l'arribada d'Hiltop i el Regne. Durant la batalla final mata a diversos salvadors.

### Vuitena temporada
Mentre Rick i els altres van al santuari als salvadors, Daryl i Morgan enderrocen els guàrdies que estaven a prop dels llocs avançats. Condueix el ramat de zombis cap al santuari i després d’atrapar els enemics, va amb Rick a un altre dels llocs avançats, on es troben les armes que necessiten més. Daryl comença a mostrar un costat més fred i despietat, matant a Morales amb una fletxa (encara que per salvar Rick), sense mostrar cap remordiment ni tan sols haver estat companys durant els primers dies de l '"apocalipsi". Juntament amb el xèrif, elimina els salvadors restants, alertats pel mateix Morales. També enderrocarà Todd, tot i que aquest es va rendir i els va revelar que les armes es trobaven al lloc avançat de Gavin. Durant una persecució, mata a un company de Yago, que després serà abatut per Rick i, per tant, ntrano en possessió de les armes, inclosos diversos explosius que Daryl voldria utilitzar immediatament per explotar el santuari. Després es baralla amb Rick, que està preocupat pel seu canvi, i els dos també reben cops, però en la disputa el cotxe explota a causa d’una fuita de gas i els dos fan la pau. Rick es dirigeix a les excavadores d'escombraries mentre va al santuari amb Tara. Pel camí es troben amb la Rosita i la Michonne, que haurien desitjat veure el santuari. Aquí Daryl mata un socorrista que estava a punt de portar un equip de música al santuari, per tal de mantenir allunyats els caminants. Ajudats per Tara i Morgan, junts estavellen una furgoneta cap al santuari deixant entrar els caminants.
A mitjan temporada, seguirà el pla de Carl i enderrocarà alguns socorristes al carrer, ajudats per Tara, Michonne i Rosita. Aquí Dwight, que ha estat descobert per Laura i no pot tornar als salvadors, es reunirà amb ells. Malgrat tot, Daryl el rep amb ells a les clavegueres, on es refugien després que Alexandria sigui assetjada. Calma les aigües, gràcies a Carl (que va ser mossegat per un caminant i està a punt de morir) dient-li que és gràcies a ell que tots estan vius.
Més tard condueix el grup a Hiltop i té una discussió amb Tara per dubtar de Dwight que els va salvar evitant que els homes de Negan els descobrissin al bosc. Lluitarà molt bé durant la batalla a Hiltop. Llavors, juntament amb Rosita, capturarà a Eugene, per endur-se als salvadors el seu fabricant de projectils i utilitzar les seves habilitats. No obstant això, l'home aconseguirà fugir de vòmits sobre Rosita.
En l'últim episodi de la temporada, al final de la guerra amb Negan, Daryl condueix Dwight a un bosc, inicialment amb la intenció de matar-lo, però veient el sincer penediment de l'home decideix deixar-lo anar, sempre que mai no torna, i fins i tot li concedeix un vehicle per anar a buscar Sherry. En l'última escena, ell, Maggie i Jesús discuteixen el que va passar, acordant que Rick es va equivocar en perdonar Negan i van decidir que, en el seu moment, mostraran a Rick els seus errors.

### Novena temporada
Han passat divuit mesos des que Rick va derrotar a Negan. Les comunitats d'Alexandria, Hilltop, the Kingdom, Oceanside i el Santuari han reconstruït tot el que han pogut per fer societats més viables. Daryl i Eugene supervisen els salvadors restants al Santuari. En Justin, un Salvador, intenta agafar més de la seva part i empeny Henry. Daryl s'apressa a sotmetre a Justin abans que Rick pugui fer valer el seu control sobre el grup. Rick i Daryl s'adonen que els Saviors comencen a sortir de les mans, a causa de la pressa del Rick per acabar el pont i la manca de menjar. Més tard, van engegar la dinamita i van fer un seguiment de l'horda de caminants propera mentre es desvia cap a la primera sirena. Tanmateix, quan la segona sirena, tripulada per Justin, no sona, en Rick s'adona que el grup d'homes d'un lloc de tala propera està en problemes.
Maggie, Daryl i el grup Oceanside conspiren per assassinar en Negan. Saben que en Rick no deixarà entrar a la Maggie a Alexandria, ja que ha deixat clares les seves intencions, i comencen a elaborar un pla per portar a la Maggie a Alexandria sense que en Rick ho sàpiga. Jesus, que dubta sobre aquest curs d'acció, es posa en contacte en secret amb Rick per avisar-lo. Rick està supervisant l'enderrocament del campament de construcció del pont. L'Eugene adverteix a Rick de dues grans hordes vistes a la zona, però totes dues es mouen de manera divergent a les seves rutes. Rick rep la paraula de Jesus i decideix anar a Alexandria. Es posa en contacte amb un dels punts de vigilància d'Alexandria per dir-los que estiguin a l'aguait de la Maggie, sense saber que el punt de vigilància és membre d'Oceanside. Quan en Rick es prepara per anar a cavall, Daryl s'ofereix a portar-lo fins allà en moto. En Rick es preocupa quan Daryl es perd deliberadament el desviament d'Alexandria. Demana a Daryl que aturi la bicicleta i els dos s'enfronten a cops. Tots dos acaben caient en una fossa profunda de la carretera del qual no poden sortir fàcilment. Els dos finalment deixen de banda les seves diferències i treballen junts per escapar del pou.
Al camp de construcció, els supervivents restants es preparen per marxar quan un grup de salvadors els sosté a punta de pistola. Demanen que el grup lliuri les armes als Saviors per protegir-se, ja que saben que Oceanside ha estat matant als altres Saviors. Esclata un tiroteig, en Rick i en Daryl escolten els sons dels trets i s'afanyen a escapar. Just quan comencen a netejar la vora, els caminants d'una de les hordes que s'acosten, comencen a caure a la fossa, però tots dos aconsegueixen sortir amb vida. Rick veu un cavall solt a prop i s'ofereix a portar l'horda de caminants lluny del campament mentre Daryl marxa per avisar-los. En Rick, a cavall, condueix l'horda, però se sorprèn quan l'altra horda de la qual li va advertir Eugene convergeix en el mateix punt. El cavall treu a Rick de l'esquena, fent-lo aterrar amb força sobre un bloc de formigó i un tros de barra d'armadura l'empala. En última instància, Rick sembla sacrificar la seva vida per destruir el pont i els caminants amb ell. Daryl s'uneix als altres en el dol en Rick, sense saber que va ser salvat a l'últim moment per Jadis, el líder del grup dels Scavengers, que el va portar a llocs desconeguts.
Sis anys després, Daryl s'ha allunyat del grup, vivint sol al desert. Tanmateix, segueix sent amic de la Carol i d'ella i del fill adoptiu d'Ezekiel, l'Henry, assumint aquest últim com a aprenent de ferrer. Daryl porta Jesús i Aaron amb ell per buscar l'Eugene, que ha desaparegut; quan troben l'Eugene, els avisa dels caminants que aparentment han evolucionat prou com per parlar entre ells; Aquests resulten ser els Whisperers, un grup de supervivents que porten màscares fetes de pell de caminant i parlen en tons suaus per combinar-se amb caminants reals i evitar atacs. Daryl i Michonne troben i interroguen la Lydia, la filla adolescent del líder dels Whisperers, Alpha. Daryl veu que Henry i Lydia tenen sentiments l'un per l'altre, i adverteix al noi que no es pot confiar en ella. Finalment, però, Daryl veu que la Lydia no és com la seva mare despietada i assedegada de sang, i es converteix en un mentor per a ella.
Alpha arriba a Hilltop amb els seus seguidors, demanant l'alliberament de Lydia. Daryl es nega al principi, però cedeix quan veu que els Whisperers han capturat dos dels seus residents, Alden i Luke; accepta donar-li la Lídia a canvi d'ells. Més tard, Henry abandona el Hilltop, suggerint que sortirà a buscar la Lídia; Daryl marxa amb Connie a la seva persecució. Es disfressen de Whisperers i rescaten Henry i Lydia, perseguits per la mà dreta d'Alpha, Beta. Es refugien en un edifici abandonat, on Daryl lluita contra Beta i l'empeny cap avall per un ascensor. S'uneixen a la Judith, la filla preadolescent de Michonne i Rick, per anar al Regne, sense saber que els Xiuxiuedors els segueixen. Alpha s'infiltra al Regne i li mostra a Daryl una horda massiva de caminants que amenaça amb llançar sobre les comunitats si tornen a creuar el territori dels Whisperer. Poc després, Alpha assassina diversos residents de Hilltop, inclòs Henry, i deixa els seus caps tallats i zombificats sobre piques com a advertència. Daryl protegeix una Carol afligida de la vista del seu fill decapitat. Quan ella i Ezekiel se separen, s'instal·la amb Daryl.

### Desena temporada
Mesos després, Daryl observa amb una preocupació creixent com Carol s'obsessiona amb matar Alpha i venjar Henry; en un moment donat, es veu obligat a impedir que ataqui a Alpha directament. La Carol i la Daryl es van proposar destruir l'horda de caminants d'Alpha, però després que Carol captura un Whisperer, Daryl sospita que està motivada més per la venjança que per la protecció de la comunitat. No obstant això, l'ajuda a ella i a diversos altres residents de Kingdom and Hilltop a perseguir Alpha, que els atrau a una cova i els atrapa. Daryl i la majoria dels altres escapen, i salva la vida de Carol. En Negan s'acosta a Alpha i la mata per ordres de Carol; queda ambigu si Daryl ho sabia.
La Beta reuneix un gran ramat de caminants per atacar la nova seu de la comunitat, un hospital abandonat, però Daryl s'esmuny entre l'horda i se l'emporta amb un vagó i música forta. Els Whisperers destrueixen el sistema de so improvisat, obligant el grup de Daryl a infiltrar-se a l'horda i matar els Whisperers un per un. Daryl fereix a Beta, que és consumida pels caminants, mentre la Lydia i la Carol condueixen l'horda per un penya-segat.
L'episodi "Find Me" estableix mitjançant flashbacks que, cinc anys abans, Daryl s'havia anat a viure sol al bosc després de la mort aparent de Rick. Un dia, Daryl va trobar un gos en una cabana buida; la propietària del gos, Leah, va pensar que estava intentant robar-la i el va retenir a punta de pistola. Finalment, el va deixar lliure, i van tenir reunions ocasionals i aleatòries fins que es van convertir en parella. Van estar junts durant 10 mesos, però Daryl no va poder decidir si es comprometia amb ella o amb la seva comunitat, i ella va marxar després d'haver discutit. Daryl va escriure a Leah una nota demanant-li que el trobés i la posà en un compartiment secret, i va marxar per retrobar-se amb Carol i Henry.
En el present, Daryl torna a la cabana amb l'esperança de trobar la Leah, i Carol el segueix. La cabina està buida, però el compartiment secret s'ha obert, donant a Daryl l'esperança que la Leah llegeixi la seva nota i estigui intentant trobar-lo. Carol li diu a Daryl que deixi marxar a Leah, fent-lo enfadar; entren en una discussió en què ell la culpa de l'aparent mort de Connie, un dels membres de la seva comunitat (no sap que encara és viva). Els dos es renten les mans l'un a l'altre i van per camins separats.

## Habilitats i equip
Havent crescut gairebé completament sol, Daryl és un expert en supervivència i també té excel·lents habilitats com a gos, caçador i tirador.
La seva arma preferida és la ballesta: a les dues primeres temporades i a la primera meitat de la tercera utilitza un Horton Scout HD 125, mentre que a la tercera sèrie Michonne recupera un Bowtech Stryker Strykezone 380 de la casa de Morgan que Daryl utilitzarà després. Ocasionalment també utilitza armes de foc com pistoles, escopetes, rifles d'assalt AKM i RPG.
També és bastant hàbil en el combat cos a cos i ha demostrat conèixer algunes palanques conjuntes.

## Desenvolupament
Reedus va llegir el guió de l'espectacle i volia formar-ne part tan malament que va suplicar que fes una prova fins i tot per a un paper del dia. Li van demanar que entrés i llegís les línies. Van escollir les línies de Merle, raó per la qual encara abunden els rumors que va llegir sobre el paper de Merle, però Rooker ja tenia el paper. Els va agradar la seva audició i li van donar el paper de Daryl. Daryl era originalment un personatge recurrent, però va passar al repartiment principal de la segona temporada. Reedus va preguntar originalment als escriptors i la tripulació si Daryl podia aconseguir un gos. La seva petició va ser denegada i Daryl va aconseguir una nova ballesta. A la temporada 9, Daryl aconsegueix un gos que es presenta per primera vegada a "Stradivarius".